# Schlüsselübergabe an Petrus (Coësmes)

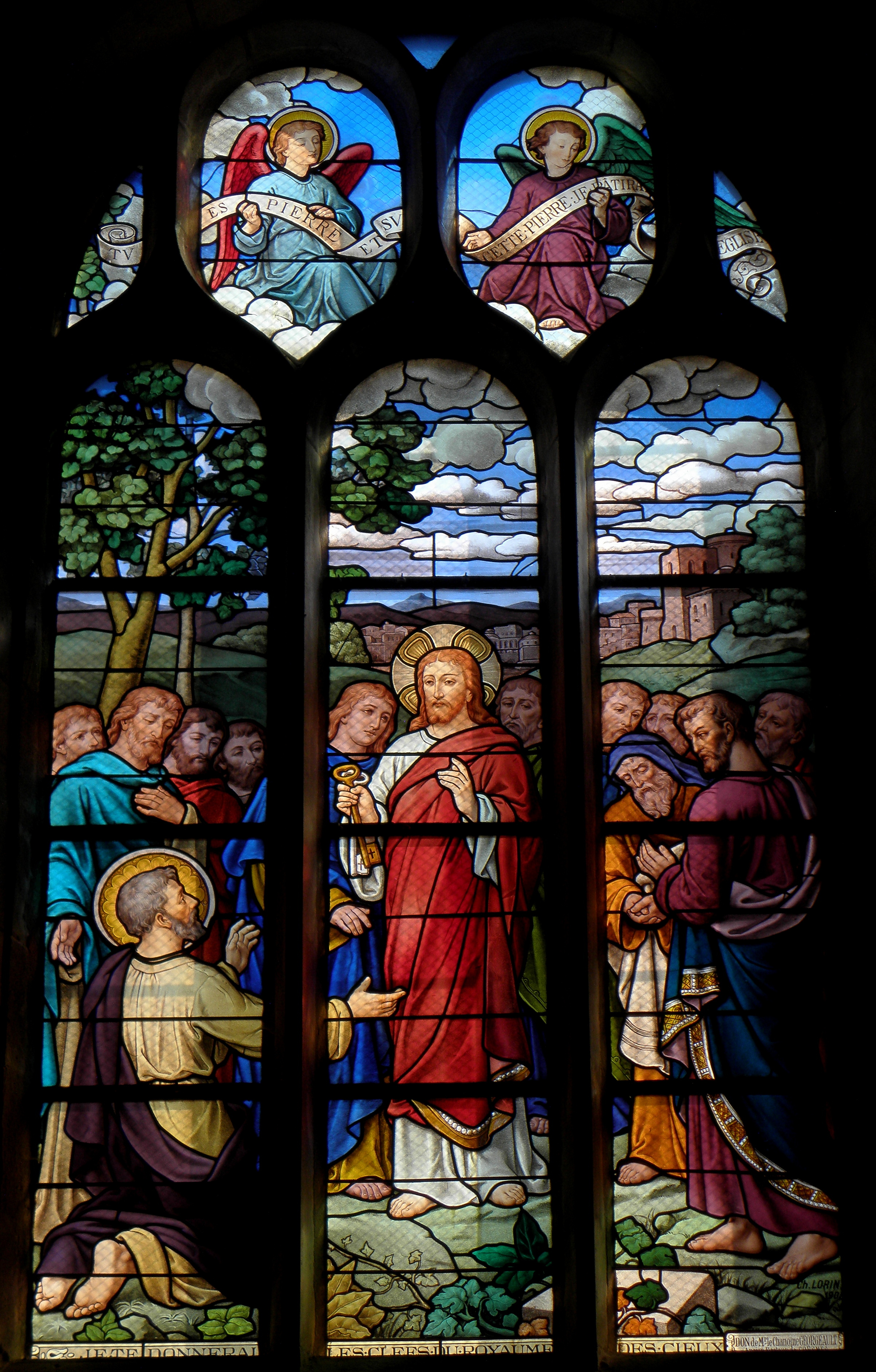
Schlüsselübergabe an Petrus in Coësmes

Das Fenster Schlüsselübergabe an Petrus in der katholischen Kirche Notre-Dame in Coësmes, einer französischen Gemeinde im Département Ille-et-Vilaine in der Region Bretagne, wurde 1902 geschaffen. Das Bleiglasfenster wurde 1991 als Monument historique in die Liste der geschützten Objekte (Base Palissy) in Frankreich aufgenommen.
Es stellt die Schlüsselübergabe an den Apostel Petrus durch Jesus Christus nach der Bibelstelle Mt 16,19: „Ich werde dir die Schlüssel des Himmelreichs geben: Was du auf Erden binden wirst, das wird im Himmel gebunden sein, und was du auf Erden lösen wirst, das wird im Himmel gelöst sein“ dar. Die Inschrift am unteren Rand zitiert die Bibelstelle des Matthäusevangeliums. Petrus kniet vor Jesus, der von weiteren elf Aposteln umringt wird. Der Lieblingsjünger Johannes steht an der linken Seite Jesus am nächsten. Im Maßwerk sind zwei Engel mit Schriftbändern zu sehen.    
Das Fenster wurde vom Glasmaler Charles Lorin in Chartres geschaffen, dessen Signatur rechts unten zu sehen ist. Darunter wird der Stifter des Fensters genannt. In der Kirche sind weitere 16 Fenster vorhanden, die alle von Charles Lorin gefertigt wurden.